# アグス・サリム
ハッジ・アグス・サリム（Haji Agus Salim、1884年10月8日 - 1954年11月4日）は、インドネシアの外交官、政治家。インドネシア共和国憲法制定に主導的役割を果たし、1947年から1949年にかけて外務大臣を務めた。

## 生涯

### 青年期
1884年に西スマトラ州アガムで生まれる。生まれた時の名前はムスドゥル・ハクであり、「アグス」は通称だった。父スタン・ムハマッド・サリムは高等裁判所の検察官を務め、オランダ女王ウィルヘルミナから最高文民勲章を授与されている。
1890年にヨーロッパ人小学校に入学し、イスラム教の研究を進めて1897年に卒業する。卒業後はホーゲーバーガー学校に進学し、19歳の時に主席となる。サリムは研究のため植民地政府に奨学金を申請するが、拒否されてしまう。その後、母の懇願により22歳で外交官となり、サウジアラビア・ジッダのオランダ領事館に通訳として赴任する。領事館ではオランダ領東インドから来る人々のハッジ管理を担当していた。母の意図は、サリムの叔父でメッカのイマームをしているアフマド・カティブからイスラム教を学ばせることにあった。

### 政治家

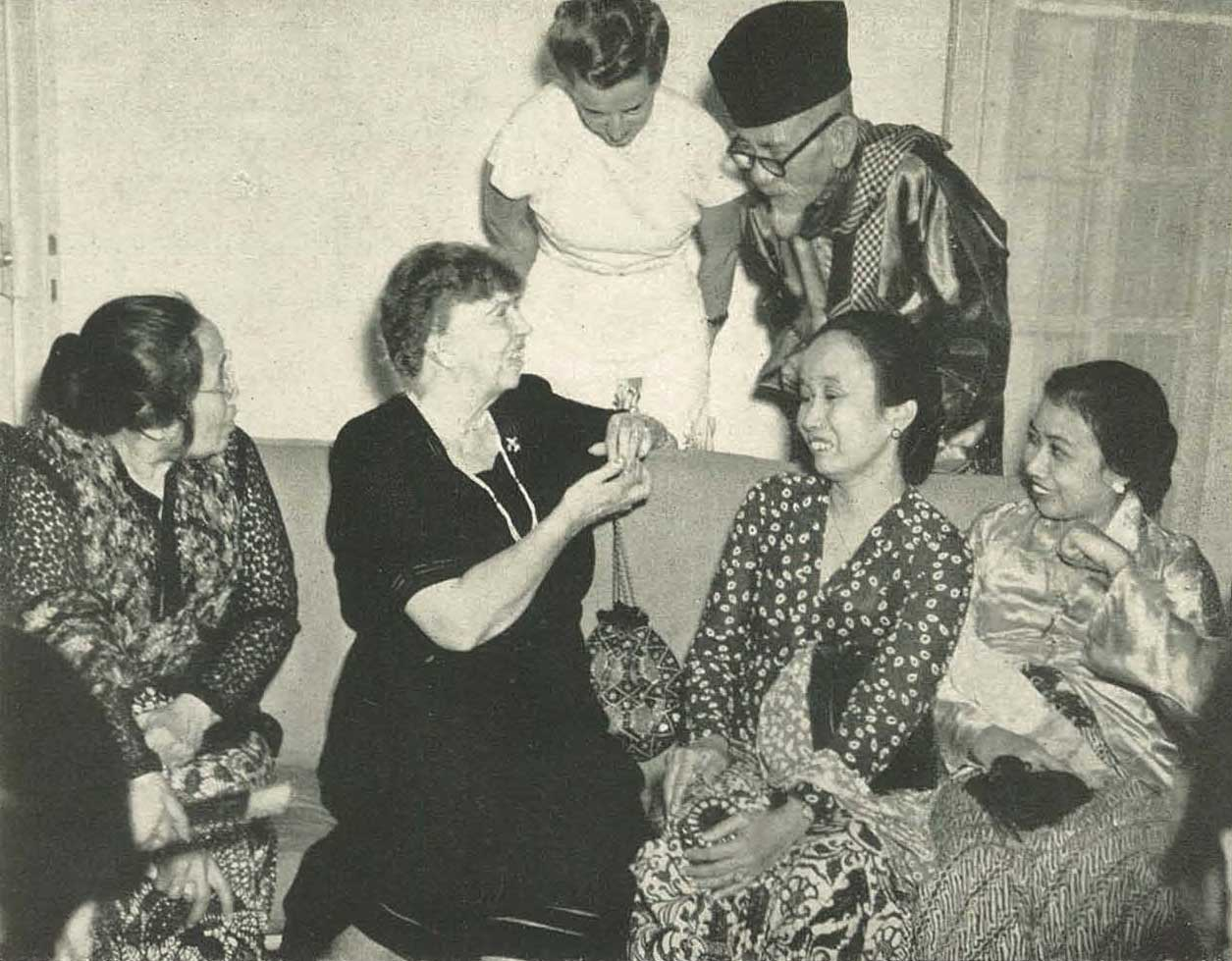
エレノア・ルーズベルトと談笑するサリム

1915年にサレカット・イスラムに参加する。サリムは指導者ウマル・サイード・チョクロアミノトと親密な関係を築き、チョクロアミノトに次ぐNo.2の地位を確立した。1934年にチョクロアミノトが死去すると後任の指導者となったが、運動方針を巡って主流派と対立したため、1937年にサレカット・イスラムから追放された。
この間、サリムは故郷アガムに現地人向けの公立学校を設立し、現地人教育に力を注いだ。3年後、サリムはバタビアで通訳として働いた。1917年に「Neradja」「Balai Pustaka」の編集長を務め、同年から1919年までオランダ語新聞「Bataviaasch Nieuwsblad」の編集長を務めた。同時期にインドネシアの独立と人権について記事を掲載している。1917年10月11日には「Progress as a Property Case」と題した記事を掲載し、「オランダがインドネシアの独立に反対する理由は経済感覚の欠如であり、歴史を知らない」と批判した。サリムは記事の中で奴隷制を例に挙げて「インドネシアの人々が独立と政治的権利を有しない限り、経済発展を遂げることは不可能」と主張した。

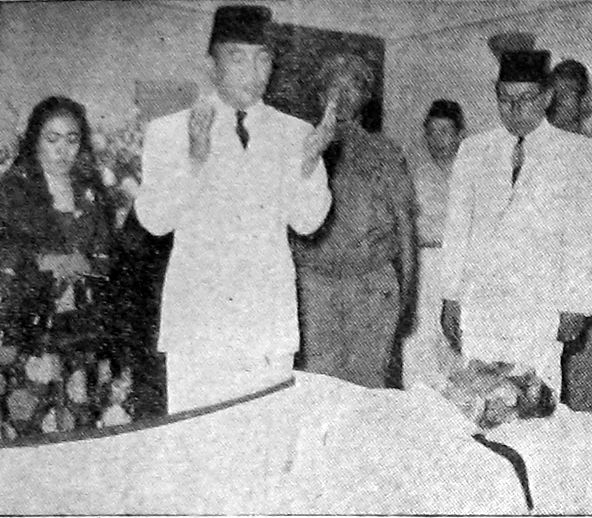
サリムの遺体と対面するスカルノ

太平洋戦争末期には日本軍政下で独立準備調査会委員を務め、その他多数の独立準備組織に参加し、パンチャシラを含むインドネシア共和国憲法の起草に関わった。1947年3月にリンガジャティ協定が決裂すると、サリムは代表団を率いてアラブ諸国を訪問し、インドネシア独立の正当性を訴えた。サリムのアラビア語を駆使した交渉の結果、1947年6月10日にエジプトが、7月にイラン帝国が、11月24日にはサウジアラビアとレバノンがインドネシアの独立を承認した。交渉を終えて帰国したサリムは、国民からの熱狂的な歓迎を受けた。また、ニューヨークで開催された国際連合安全保障理事会にインドネシア代表団の一員として首相シャフリルと共に出席した。この間の1947年7月3日に外務大臣に就任し、シャフリル政権、アミル・サラフディン政権、モハマッド・ハッタ政権の外交政策を担った。
1954年にジャカルタで死去した。遺体はカリバタ英雄墓地に埋葬され、サリムは同墓地に埋葬された最初の人物となった。

## 評価

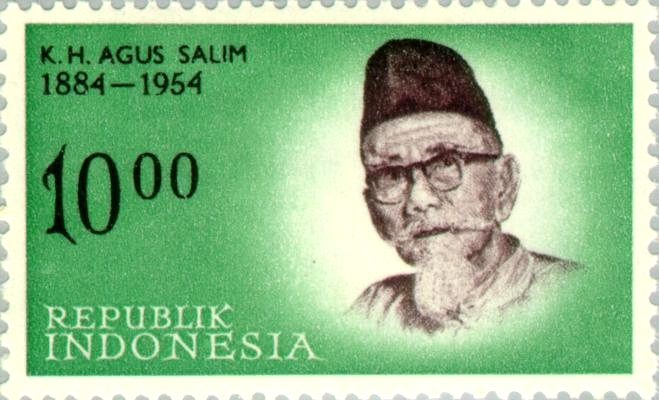
サリムが描かれた切手

サリムは「インドネシア独立運動とイスラム教の偉大な老人」と呼ばれている。スカルノは「知的なウラマーであり、イスラム科学と西洋の教えを融合したリーダー」と評し、ハッタは「アラブ諸国からの独立承認を取り付けたことは、インドネシア独立に対するサリム最大の貢献だった」と評した。1961年にはインドネシア国家英雄に選ばれており、主要道路にはサリムの名前が付けられている。